# Kompania graniczna KOP „Bykowce”
Kompania graniczna KOP „Bykowce” – pododdział graniczny Korpusu Ochrony Pogranicza pełniący służbę ochronną na granicy polsko-radzieckiej.

## Formowanie i zmiany organizacyjne
Na podstawie rozkazu szefa Sztabu Generalnego L. dz. 12044/O.de B./24 z 27 września 1924, w pierwszym etapie organizacji Korpusu Ochrony Pogranicza sformowano 4 batalion graniczny, a w jego składzie 31(0) kompanię graniczną KOP „Dederkały Duże”.
W 1939 2 kompania graniczna KOP „Bykowce” podlegała dowódcy batalionu KOP „Dederkały”.

## Służba graniczna
Podstawową jednostką taktyczną Korpusu Ochrony Pogranicza przeznaczoną do pełnienia służby ochronnej był batalion graniczny. Odcinek batalionu dzielił się na pododcinki kompanii, a te z kolei na pododcinki strażnic, które były „zasadniczymi jednostkami pełniącymi służbę ochronną”, w sile półplutonu. Służba ochronna pełniona była systemem zmiennym, polegającym na stałym patrolowaniu strefy nadgranicznej i tyłowej, wystawianiu posterunków alarmowych, obserwacyjnych i kontrolnych stałych, patrolowaniu i organizowaniu zasadzek w miejscach rozpoznanych jako niebezpieczne, kontrolowaniu dokumentów i zatrzymywaniu osób podejrzanych, a także utrzymywaniu ścisłej łączności między oddziałami i władzami administracyjnymi. Miejscowość, w którym stacjonowała kompania graniczna, posiadała status garnizonu Korpusu Ochrony Pogranicza.
2 kompania graniczna „Bykowce” w 1934 ochraniała odcinek granicy państwowej szerokości 25 kilometrów 574 metrów. Po stronie sowieckiej granicę ochraniały zastawy „Stepanówka”, „Bajmaki”, „Siwki” i „Leperówka” z komendantury „Siwki” .
Wydarzenia:
- 19 stycznia 1925 na pododcinku kompanii w pobliżu słupa 1812 strzelano od sowieckiej strony do naszego posterunku granicznego. Nasz żołnierz odpowiedział ogniem z karabinu[10].

Kompanie sąsiednie:
- 1 kompania graniczna KOP „Malinów” ⇔ 3 kompania graniczna KOP „Łanowce” – 1928[11], 1929[12], 1931[9] , 1932[13], 1934[14], 1938[15]

## Struktura organizacyjna

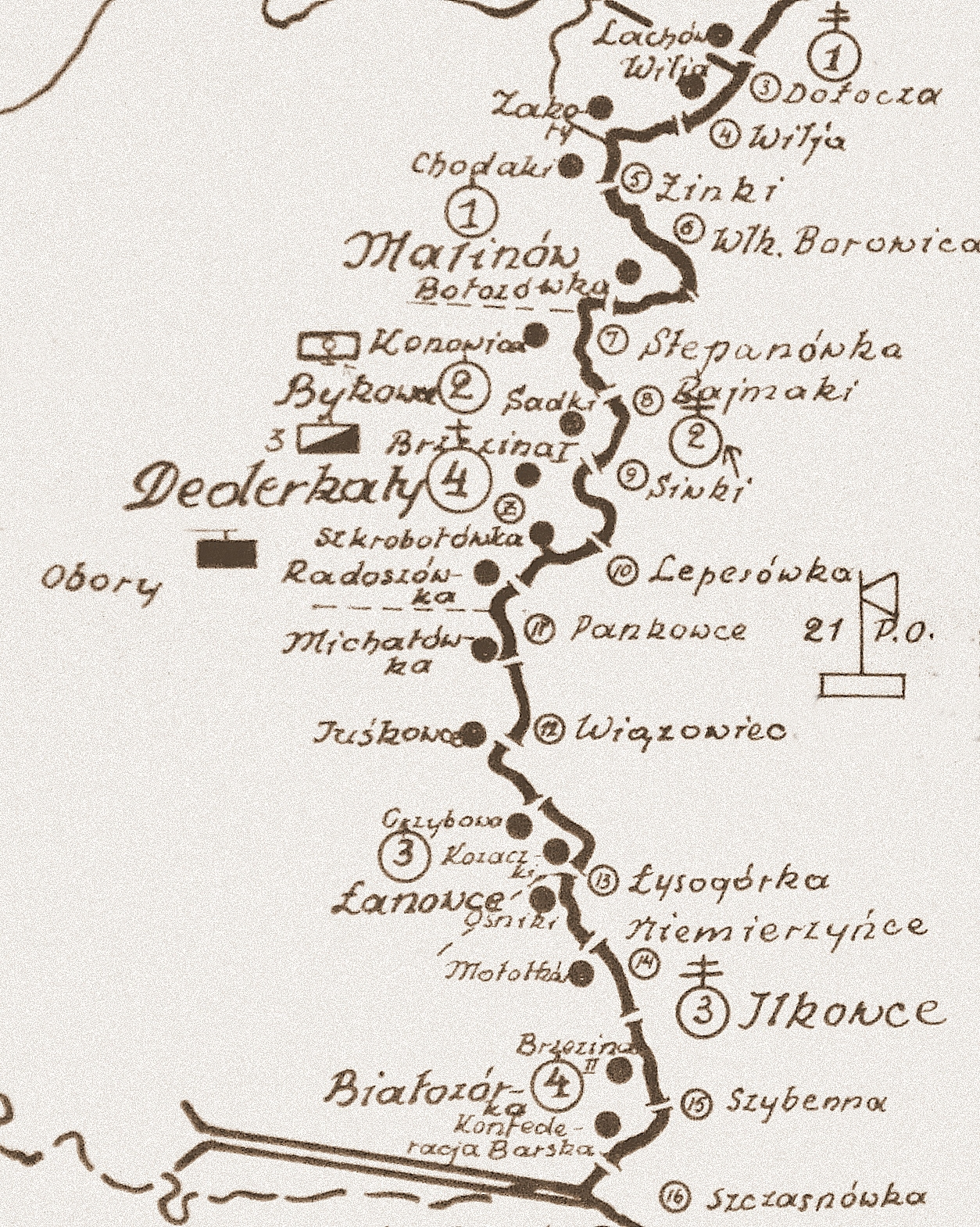
Rozmieszczenie batalionu KOP „Dederkały” w 1931

| Struktura organizacyjna kompanii granicznej KOP „Bukowce” |                              |                          |                          |
| Lata                                                      | 1928                         | 1929-1934                | 1938-1939                |
| Strażnice                                                 | strażnica KOP „Konowica”     | strażnica KOP „Konowica” | strażnica KOP „Konowica” |
| Strażnice                                                 | strażnica KOP „Sadki”        |                          |                          |
| Strażnice                                                 | strażnica KOP „Brzezina I”   |                          |                          |
| Strażnice                                                 | strażnica KOP „Szkrobotówka” |                          |                          |
| Strażnice                                                 | strażnica KOP „Radoszówka”   |                          |                          |
| Inne                                                      |                              |                          | pluton odwodowy          |

## Dowódcy kompanii
- kpt. Antoni Przybylski (był XI 1927)[19]
- kpt. Witold Kozak (był VII 1928 i V 1929)[19]
- kpt. Sylwester Trojanowski (14 IV 1930 – XII 1937)[20] [19]
- kpt. Włodzimierz Skibiński[d] (I 1938 - V 1939)[19]